# 井上町 (奈良市)
井上町（いのうえちょう Inoue-chō）は、奈良県奈良市の中央部、市街地の中央部に位置する地区である。郵便番号は630-8317。

## 地理
奈良市の中央部、市街地の中央部に位置する。南北に通る道路（旧中街道）に沿って商店と住宅が並ぶ。南端に南派出所・天理教奈良大教会、北端に中将姫ゆかりの融通念仏宗高林寺がある。ほかに、井上町会所の西隣に井上内親王と他戸親王を祀る井上神社がある。会所は清福寺ともいい、八王子・熊野権現が祀られている。当町北面に高房という庵がある。明治維新後は、薬師堂町の御霊神社の氏子区域。
北は元興寺町・花園町・築地之内町、南は東西に通る市道大森高畑線を境に高辻町、西は瓦堂町・北京終町と接している。

### 地名の由来
- 井上内親王の魂を鎮めるためにある井上神社が町内にあるから。
- 「奈良曝」に、「いにしへ井上源五殿此町におハしけるゆへなり」とあり、豊臣氏の奈良代官井上源吾に附会した説が記されている。
- 「奈良坊目拙解」は、当地が元興寺南大門の跡で、その門前に井上内親王の御霊社の神輿舎があったためとする。また、同書は、寛永年間頃まで西側は田畑で人家はなかったという古老の話を載せている。

## 歴史
- 江戸期は奈良町の１町として南方触口支配に属していた。
- 明治期に一時大阪府の一部であった。

## 交通

### 鉄道路線
なし

### 道路
- 奈良県道188号高畑山線